# Miguel Ángel Fornés
Pour les articles homonymes, voir Fornés.
Miguel Ángel Fornés Jul (né le 6 septembre 1993 à Palencia, en Castille-et-León) est un joueur espagnol de volley-ball. Il mesure 2,04 m et joue central. Il totalise 15 sélections en équipe d'Espagne.

## Clubs
| Club               | De        | À         |
| ------------------ | --------- | --------- |
| CV Caravaca        |           | 2012-2013 |
| Pallavolo Molfetta | 2013-2014 | 2013-2014 |
| CV Almería         | 2014-2015 | 2014-2015 |
| Narbonne Volley    | 2015-2016 | 2015-2016 |
| Knack Roulers      | 2016-2017 | 2017-2018 |
| CV Teruel          | 2018-2019 | 2018-2019 |
| Tourcoing LMVB     | 2019-2020 | 2019-2020 |
| CV Almería         | 2020-2021 | ...       |

## Palmarès
- Championnat d'Espagne (1) :
  - Vainqueur : 2015.
- Championnat de Belgique (1) :
  - Vainqueur : 2017.
- Coupe de Belgique (1) :
  - Vainqueur : 2017.